# Asteia pusillima
Asteia pusillima är en tvåvingeart som beskrevs av Frey 1917. Asteia pusillima ingår i släktet Asteia och familjen smalvingeflugor.
Artens utbredningsområde är Sri Lanka. Inga underarter finns listade i Catalogue of Life.